# Judo-Europameisterschaften der Frauen 1985
Die 11. Judo-Europameisterschaften bei den Frauen fanden 1985 vom 16. bis zum 17. März im schwedischen Landskrona statt.

## Ergebnisse

### Frauen
| Gewichtsklasse                 | Gold                  | Silber           | Bronze                                 |
| ------------------------------ | --------------------- | ---------------- | -------------------------------------- |
| Superleichtgewicht (bis 48 kg) | Marie-France Colignon | Birgit Friedrich | Anna Chodakowska Ann-Marie Briody      |
| Halbleichtgewicht (bis 52 kg)  | Pascale Doger         | Tipi Kantojärvi  | Karen Briggs Edith Hrovat              |
| Leichtgewicht (bis 56 kg)      | Béatrice Rodriguez    | Gerda Winklbauer | Diane Bell Maria Gontowicz             |
| Halbmittelgewicht (bis 61 kg)  | Bogusława Olechnowicz | Gabi Ritschel    | Ann De Brabandere Ann Hughes           |
| Mittelgewicht (bis 66 kg)      | Brigitte Deydier      | Roswitha Hartl   | Elisabeth Karlsson Maria Carmen Bellón |
| Halbschwergewicht (bis 72 kg)  | Ingrid Berghmans      | Barbara Claßen   | Natalina Lupino Karin Posch            |
| Schwergewicht (über 72 kg)     | Sandra Bradshaw       | Anne Åkerblom    | Maria Teresa Motta Marjolein van Unen  |
| Offene Klasse                  | Marjolein van Unen    | Karin Posch      | Theresa Hayden Beata Maksymow          |

## Medaillenspiegel
| Rang | Land                   | Gold | Silber | Bronze | Gesamt |
| ---- | ---------------------- | ---- | ------ | ------ | ------ |
| 1    | Frankreich             | 4    | –      | 1      | 5      |
| 2    | Vereinigtes Königreich | 1    | –      | 5      | 6      |
| 3    | Polen                  | 1    | –      | 3      | 4      |
| 4    | Belgien                | 1    | –      | 1      | 2      |
| 4    | Niederlande            | 1    | –      | 1      | 2      |
| 6    | Österreich             | –    | 3      | 2      | 5      |
| 7    | BR Deutschland         | –    | 3      | –      | 3      |
| 8    | Schweden               | –    | 1      | 1      | 2      |
| 9    | Finnland               | –    | 1      | –      | 1      |
| 10   | Italien                | –    | –      | 1      | 1      |
| 10   | Spanien                | –    | –      | 1      | 1      |
|      | Total                  | 8    | 8      | 16     | 32     |